# Toshiya Saitō
Toshiya Saitō (jap. 西藤 俊哉 Saitō Toshiya; ur. 29 maja 1997) – japoński florecista, srebrny medalista mistrzostw świata.
W 2013 roku zdobył brąz w indywidualnej rywalizacji kadetów na mistrzostwach świata juniorów w Poreču. Na rozgrywanych rok później mistrzostwach świata juniorów w Płowdiwie był trzeci indywidualnie. Następnie zdobył złoto drużynowo na mistrzostwach świata juniorów w Bourges w 2016 roku. Ponadto na mistrzostwach świata juniorów w Płowdiwie w 2017 roku był drugi indywidualnie i drużynowo.
Podczas mistrzostw świata w Lipsku w 2017 roku wywalczył srebrny medal w turnieju indywidualnym. W walce finałowej przegrał z Rosjaninem Dmitrijem Żeriebczenko. Na tej samej imprezie zajął siódme miejsce w zawodach drużynowych.
Ponadto zdobył drużynowo brązowy medal na igrzyskach azjatyckich w Dżakarcie w 2018 roku.
Wystartował na igrzyskach olimpijskich w Tokio w 2020 roku, gdzie drużynowo był czwarty, a indywidualnie zajął trzynaste miejsce.